# 宗关街道
宗关街道，是中华人民共和国湖北省武汉市硚口区下辖的一个乡镇级行政单位。

## 行政区划
宗关街道下辖以下地区：
变电社区、太平洋社区、申新社区、宗关社区、水厂社区、新合社区、汉西社区、双墩社区、发展社区、井南社区、小岔路社区、金阳社区和汉西村。